# Dame Gruev
Dame Gruev  punim imenom Damjan Jovanov Gruev (*  Smilevo kod Demir Hisara 19. siječnja 1871. - † Rusinovo kod Berova, u današnjoj Sjevernoj Makedoniji 23. prosinca 1906. ), bio je makedonsko-bugarski revolucionar, jedan je od povijesnih vođa VMRO-a, uz Goce Delčeva neosporno najznačajniji vođa pokreta.
Danas je Dame Gruev predmet žestokih polemika između bugarskih i makedonskih povjesničara, oko toga kojem je on nacionalnom korpusu pripadao, o njegovim pravim namjerama i osjećajima.

## Životopis
Dame Gruev rođen je 1871. godine u selu Smilevo, u okolici grada Demir Hisara u današnjoj Sjevernoj Makedoniji.
Osnovnu školu pohađao je u rodnom selu, te potom nastavio školovanje (četvrti razred) u obližnjem gradu Bitoli, zatim se upisao u Bugarsku mušku gimnaziju  - Sv. Kiril i Metod u Solunu. 
U siječnju 1888. godine privučen tadašnjom srpskom propagandom odlazi na daljnje besplatno školovanje (na račun društva Sv. Sava) u Beograd zajedno s jednom grupom od 19 mladića.
U Beogradu završava gimnaziju i upisuje se na tadašnju Veliku školu (fakultet) iz koje je isključen 1891., nakon čega odlazi u Sofiju i upisuje se na Višu školu (Nastavnički fakultet) ali i tamo je isključen. 
U Sofiji pronalazi političke istomišljenike, nezadovoljnike odlukama Berlinskog kongresa i njegovog 23. člana s njima osniva organizaciju - Družba.
Nakon toga radi kao učitelj u vjerskoj egzarhijskoj (bugarskoj) osnovnoj školi u selu Smilevo pored Prilepa od 1891. do 1893.
Od 1893. radi kao korektor u tiskari Koste Samardžijeva u Solunu, tu je zajedno s Hristom Tatarčevim, Petrom Pop-Arsovim, Andon Dimitrovim, Hristo Batandžijevim i Ivanom Hadžinikolovim osnovao VMRO. Postao je član Centralnog komiteta VMRO-a u ljeto 1894.
Od tada intenzivno radi na osnivanju prvih revolucionarnih komiteta VMRO-a po selima i gradićima Makedonije (prvi u gradiću Negotino). Istovremeno radi i nadalje kao egzarhistički (bugarski) učitelj u Štipu (1894. – 1895.), zatim kao školski inspektor u Solunu. U Štipu upoznaje Goce Delčev i osniva revolucionarni komitet uz pomoć Pere Toševa.
Za vrijeme svog rada u Solunu od 1895. – 1897., Gruev postaje duša i tijelo Centralnog revolucionarnog komiteta VMRO-a, koji se tada širi velikom brzinom, osnivaju se brojni oblasni komiteti širom Makedonije i Istočne Tracije.
Zbog svoje političke aktivnosti protjeran je od turskih vlasti iz Soluna u Bitolu 1897. godine. Ali Gruev i u Bitoli nastavlja svoju aktivnost, - rad na osnivanju novih komiteta, širenje organizacije. To je dovelo do toga da je 6. kolovoza 1900. uhićen (zbog slučaja Pop Stavrev) i osuđen na 10 godina zatvora, koje je izdržavao u kaznioci u Bitoli.
Iz kaznionice Gruev i nadalje rukovodi VMRO-om, osobito onim u Bitolskom kraju.
Zato je 29. svibnja 1902. godine premješten je iz Bitolskog zatvora u Podrum Kale u Anatoliju gdje su kaznu izdržavali i Hristo Tatarčev, Pere Tošev, Ivan Hadži Nikolov.
Oslobođen je za uskrs 1903. godine u sklopu tadašnje Opće amnestije provedene u Otomanskom carstvu. 

### Ilindenski ustanak
Za više informacija o toj temi pogledajte: Ilindenski ustanak
Vratio se u Smilevo preko Soluna i tamo sudjelovao u radu Smilevskog kongresa u svibnju 1903. na kojem je donesena odluka o podizanju Ilindenskog ustanka. Na kongresu je Dame Gruev uz Sarafova, i Atanasa Lozančeva izabran u Glavni stožer Ilindenskog ustanka. Gruev je određen za rukovodioca obrane Smileva, on je sa svojom četom izdržao turske napade do 14. kolovoza, tada se 
morao povući pred višestruko brojnim napadačima na planinu Bigla.
Po neuspjehu Ilindena Dame nije pokoleban, već u rujnu piše i traži pomoć od bugarske vlade. Pri kraju 1904. zarobljava ga srpski četnički vojvoda Gligor Sokolović - Ljameto, ali je poslije intervencije Pere Toševa u srpskom veleposlanstvu u Sofiji pušten na slobodu.
Na Rilskom kongresu VMRO- a u listopadu 1905. izabran je za predsjednika Centralnog Komiteta VMRO-a.

### Smrt
23. prosinca 1906. prilikom prolaska pokraj sela Rusinovo, Gruev i njegova komitska četa naletjeli su na zasjedu turske policije, u borbi s njima Dame Gruev je ubijen zajedno sa svojim suborcima Sandem Kitanovim i Georgi Karčevim.

## Pogledajte i ovo
- Vnatrešna Makedonska Revolucionerna Organizacija
- Povijest Sjeverne Makedonije
- Goce Delčev